# エアバス A310 MRTT
A310 MRTT
2007年、パリ航空ショーに出展されたドイツ空軍のA310 MRTT
- 用途：空中給油・輸送
- 分類：空中給油・輸送機
- 製造者：EADS/エアバス/ルフトハンザ・テクニック
- 運用者

  -  ドイツ（ドイツ空軍）
  -  カナダ（カナダ空軍）
- 初飛行：2003年12月
- 生産数：6
- 退役：2020年9月 (ドイツ空軍)[1]
- 運用状況：現役 (カナダ空軍)
- 原型機：エアバスA310

エアバス A310 MRTT（Airbus A310 MRTT）とは、エアバス A310-300を改造して製造された空中給油・輸送機（Multi Role Tanker Transport, MRTT）である。

## 来歴
エアバスA310は民間の旅客機・貨物機として広く用いられており、フランス空軍やドイツ空軍などでも政府専用機を兼ねて導入していた。このことから、エアバス社では早くから空中給油機をも兼用できるようにすることを検討しており、民間航空機（N816PA; 旧パンアメリカン航空機）を転用した技術デモンストレーション用試作機を製作して、1995年7月にはイギリス空軍機を用いて相互運用性の試験を行った。
初の発注はドイツ空軍で、まずは保有する7機のA310のうち4機を暫定多用途輸送機（Interim MultiRole Transport, MRT）に改修することになり、1999年から2002年にかけて改修を完了した。これは機体構造を強化するとともに左舷側に大型の貨物扉（3.50×2.50メートル）を取り付けるものであったが、この時点では空中給油機能は付与されなかった。人員214名または貨物36トンを搭載可能となり、また航空医療後送に使用する場合には担架56床および重症用病床6床を収容できた。
これに続き、MRT仕様機のうち2機について空中給油機能を付与したMRTT仕様へ再改装することが決定され、また標準仕様機のうち2機も同仕様に改装されることになった。最初の給油装置は2002年12月に引き渡され、2003年12月20日にはこれを装着した機体（1027号機）が初飛行を行い、2004年7月28日には空中給油に初成功している。またカナダ空軍もドイツ軍の計画に相乗りするかたちで、従来は輸送機として使用していたA310 (CC-150 ポラリス) のMRTT仕様への改装を発注しており、2004年9月29日には、ドイツ空軍・カナダ空軍合同の引渡式が挙行された。

## 機能

### 給油能力
空中給油はプローブアンドドローグ方式を採用しており、両翼に1基ずつ搭載されたコブハム社製のポッドを介して行う。ドイツ空軍では、520キロメートル毎時の速度で巡航しつつ、2機に対して毎分1,500リットルの燃料を給油可能としている。給油可能な燃料は進出距離3,000海里で33トン、1,000海里で40トンとされ、給油機としての運用時は、貨物としての燃料タンクかACTと呼ばれる増槽を5基まで搭載して行われる。
EADSでは、フライングブーム方式の給油装置としてARBS（advanced refuelling boom system）を開発しており、A310-304をもとにこれを搭載した試作機が2005年12月23日に完成した。この場合の給油速度は毎分1,200米ガロン (4,500 l)で、またこれに加えて機体側面下部にプローブアンドドローグ式の給油装置2基を設置し、各800米ガロン (3,000 l)の給油も可能とされている。これはA310では装備化されなかったが、続くA330 MRTTで採用された。またその後も、この試作機による研究開発が進められており、2017年5月9日には、F-16に対する自動空中給油の試験に初めて成功したと発表された。

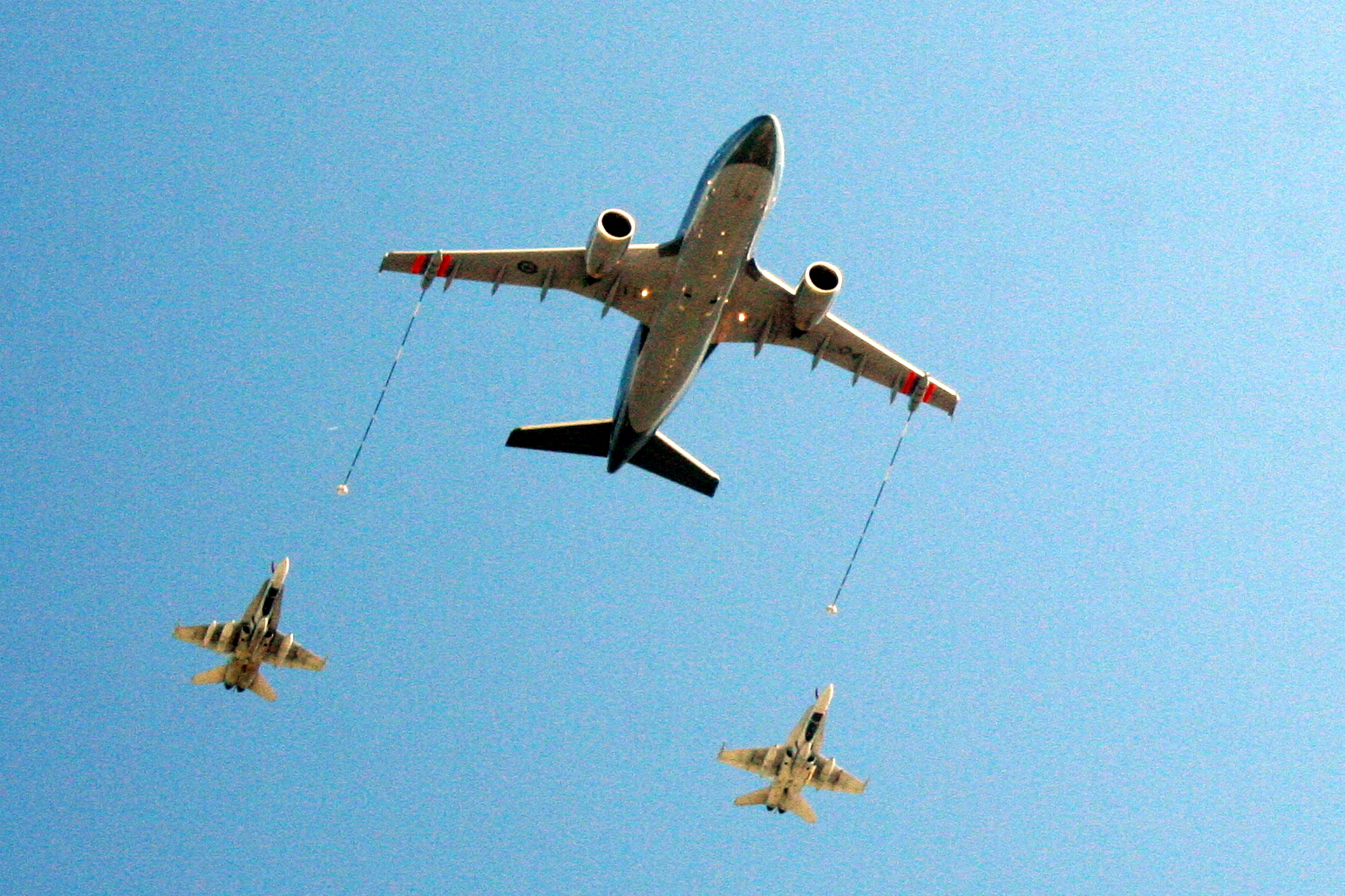
2機のCF-18への給油体勢に入るCC-150
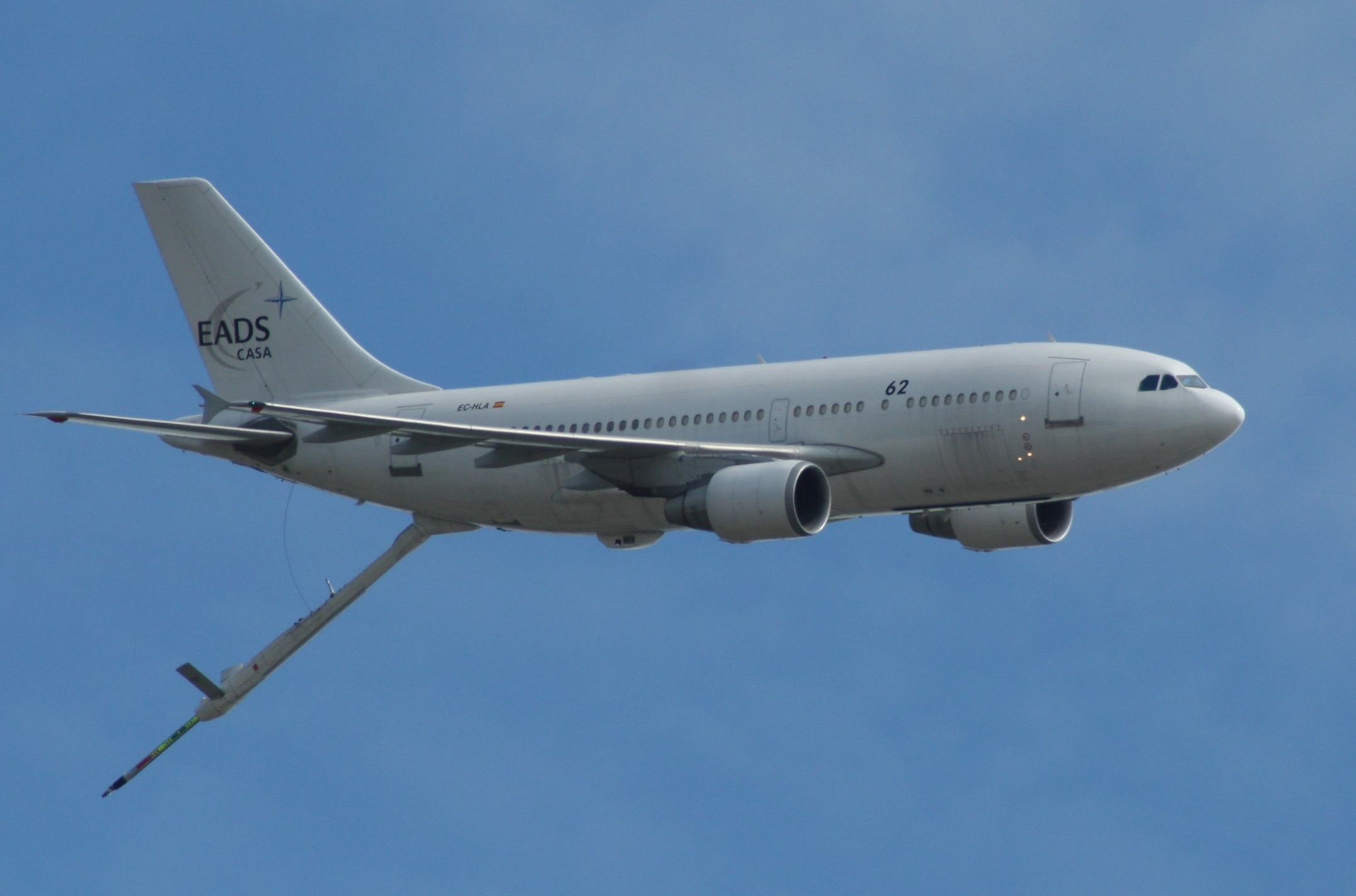
フライングブームを装備した試作機

### 輸送能力
貨物機としては、機体を4つに分けて運用される。機体上部の主となる積載スペースは機体左側面の大型扉から積み下ろしを行い、機体下部のスペースは3つに分けて用いられる。高さ96インチまでのコンテナ・パレットに対応しており、移動は電動であるが、固定は手動式である。
積載重量は42トンまで対応しているが、カナダ空軍は積載重量32トンで運用している。
人員輸送に用いる場合、ドイツ空軍は214名、カナダ空軍は194名を搭乗させるのが標準的な仕様である。貨客混載も可能であり、ドイツ空軍の場合パレット12基と乗客57名の仕様としている。
航空医療後送に充てられる場合、重傷者対応のユニット6基、担架56基を搭載可能である。ドイツ空軍の運用では、担架38基となっている。また生物学的封鎖も可能であり、2020年には、新型コロナウイルス感染症の世界的流行の際、中華人民共和国の武漢市に滞在していたドイツ人を本国へ帰還させる手段として利用されたことがある。

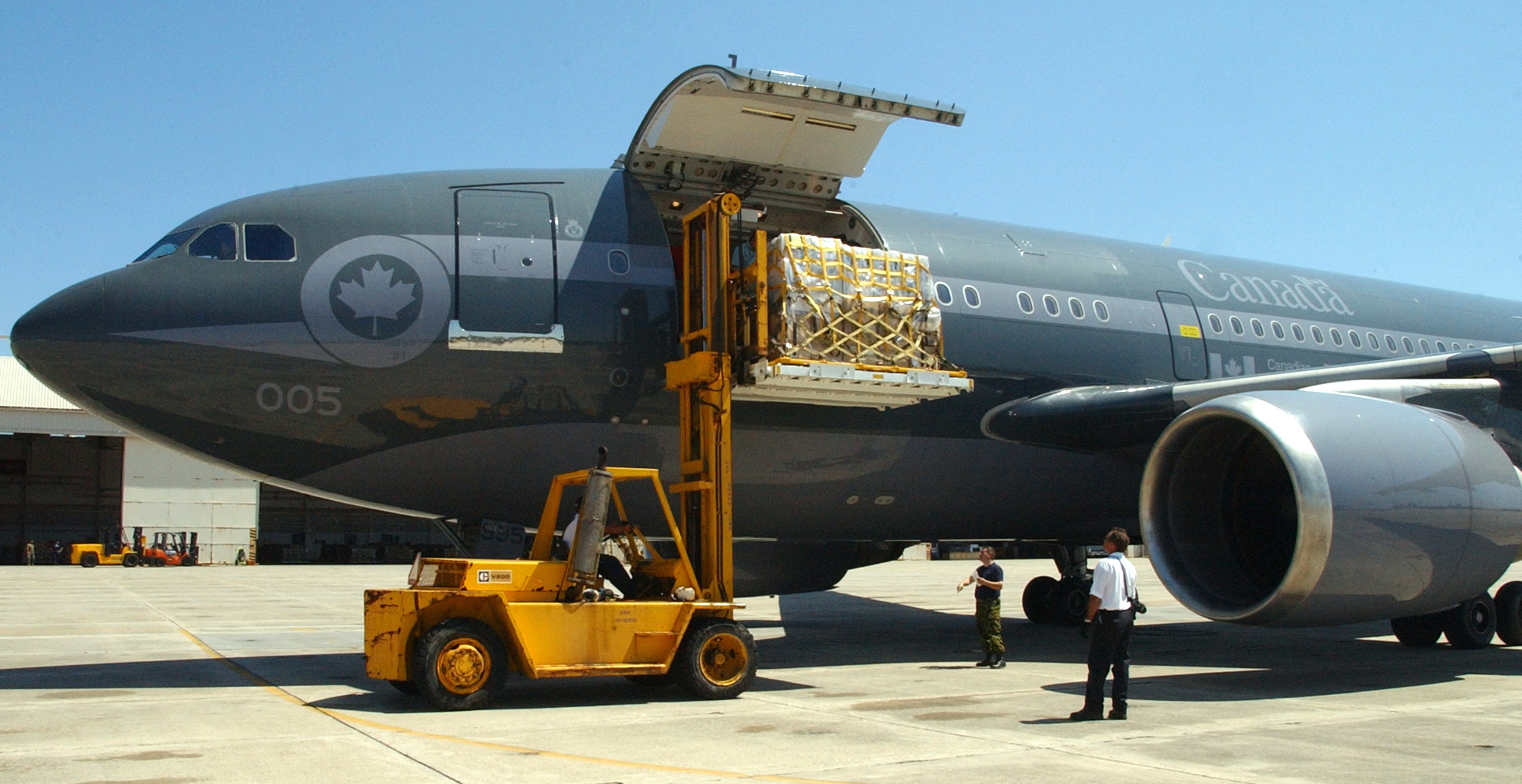
左側面の大型扉より荷下ろしを行うCC-150
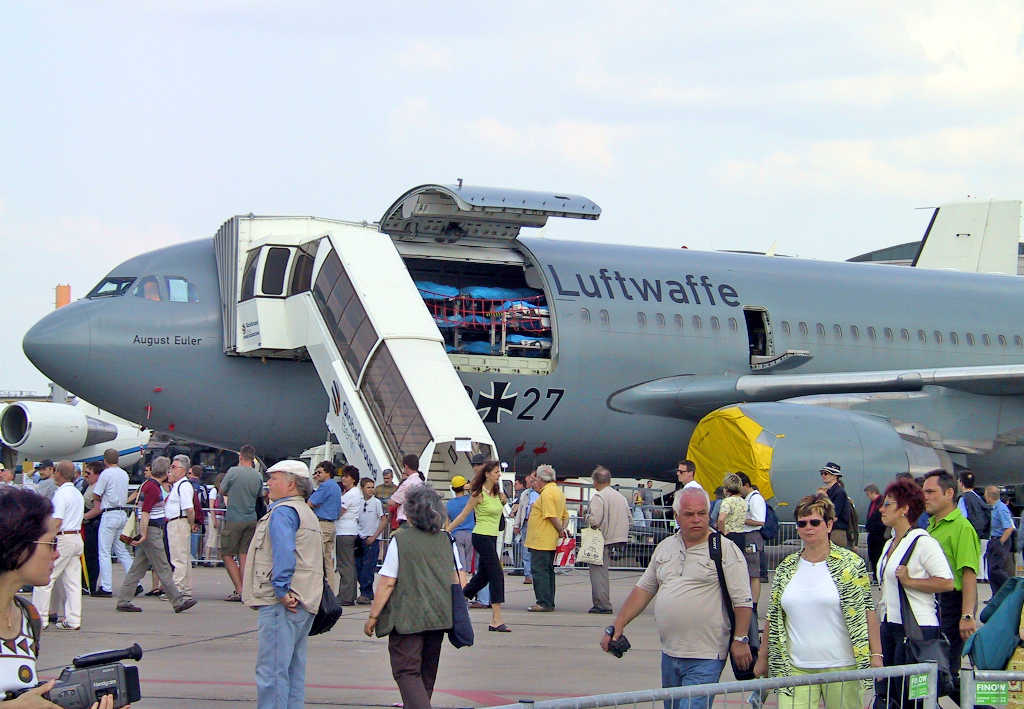
航空医療後送形態のMRT仕様機

## 運用者
- ドイツ空軍：4機[3]
- カナダ空軍：2機（CC-150 ポラリス）、第8航空団に配備[8]

## 諸元・性能
出典: “A310 MRTT”.   ドイツ空軍. 2012年7月24日閲覧。
諸元
- 乗員: 3名（パイロット2名、給油担当1名）
- 定員: 任務に依存する
- ペイロード: 燃料72 t、貨物41,600 kg
- 全長: 46.88 m
- 全高: 15.88 m
- 翼幅: 43.9 m
- 翼面積: 291 m2
- 空虚重量: 80,000 kg[8]
- 最大離陸重量: 157,000 kg
- 動力: GE-CF6-80-C2-A2 ターボファンエンジン、263 kN[3] × 2

性能
- 最大速度: 885 km/h
- 巡航速度: 860 km/h
- フェリー飛行時航続距離: 11,000 km
- 航続距離: 9,600 km[8]
- 実用上昇限度: 12,500 m
- 離陸滑走距離: 2180 - 2500 m[10]
- 着陸滑走距離: 1550 m[10]